# 李美慧 (女優)
李 美慧（り びけい、繁体字中国語: 李美慧、1987年3月26日 – ）は、香港の女優。当初は韋薇（ヴィヴィ）の名で活動し、その後李 斯庭（り してい）と改めた。2006年、ミス香港に出場。

## 経歴
彼女は幼少期からピアノを学び、12歳の時に北京でダンスを学んだ。15歳の時にイギリスの王立音楽アカデミーに留学。2003年にミス・チャイニーズ・コスモス・ページェントに出場。彼女は最年少のファイナリスト出場者であり、準決勝で「ミス・ベストタレント賞」を受賞した。2006年、ミス香港に出場。
その後無綫電視のアーティスト養成グループにて訓練を受け、テレビ番組「一擲千金」やテレビドラマに出演。2012年には香港電視網絡のドラマにも出演したが、その後は無綫電視の筆頭契約アーティストとなった。